# آلاکامیسی ماروسوسونا
آلاکامیسی ماروسوسونا (انگلیسی: Alakamisy Marososona) یک منطقهٔ مسکونی در ماداگاسکار است که در ناحیه بتافو واقع شده‌است.